# ボリス・ネムツォフ
ボリス・エフィーモヴィチ・ネムツォフ（ロシア語: Бори́с Ефи́мович Немцо́в, ラテン文字転写: Boris Efimovich Nemtsov; 1959年10月9日 - 2015年2月27日）は、ロシアの政治家。エリツィン政権で第一副首相。「2008年委員会」の元共同議長。人民自由党に所属。

## 生涯

### 政界進出
1959年10月9日、ユダヤ人の両親のもとにソビエト連邦ロシア共和国のクラスノダール地方のソチで生まれる。1981年ゴーリキー大学電波物理学部を卒業して、ゴーリキー電波物理学研究所に勤務する。1988年以降から環境保護運動のリーダーとなり、ゴーリキー（現ニジニ・ノヴゴロド）に原子力発電所建設が持ち上がった際には原発建設反対に動き、反対運動の中核を担った。
1990年ロシア共和国人民代議員に当選し、政界に入る。議会では院内会派「民主ロシア」に所属した。1991年8月のソ連8月クーデターでは、改革派の立場から、エリツィン・ロシア大統領を支持した。エリツィン政権と関係を作ったネムツォフは、1991年エリツィンによって、ニジニ・ノヴゴロド州行政長官（知事に相当。後に知事）に任命された。1993年上院連邦会議代議員に当選。1995年12月ニジニ・ノヴゴロド州知事選挙で再選される。

### エリツィン時代

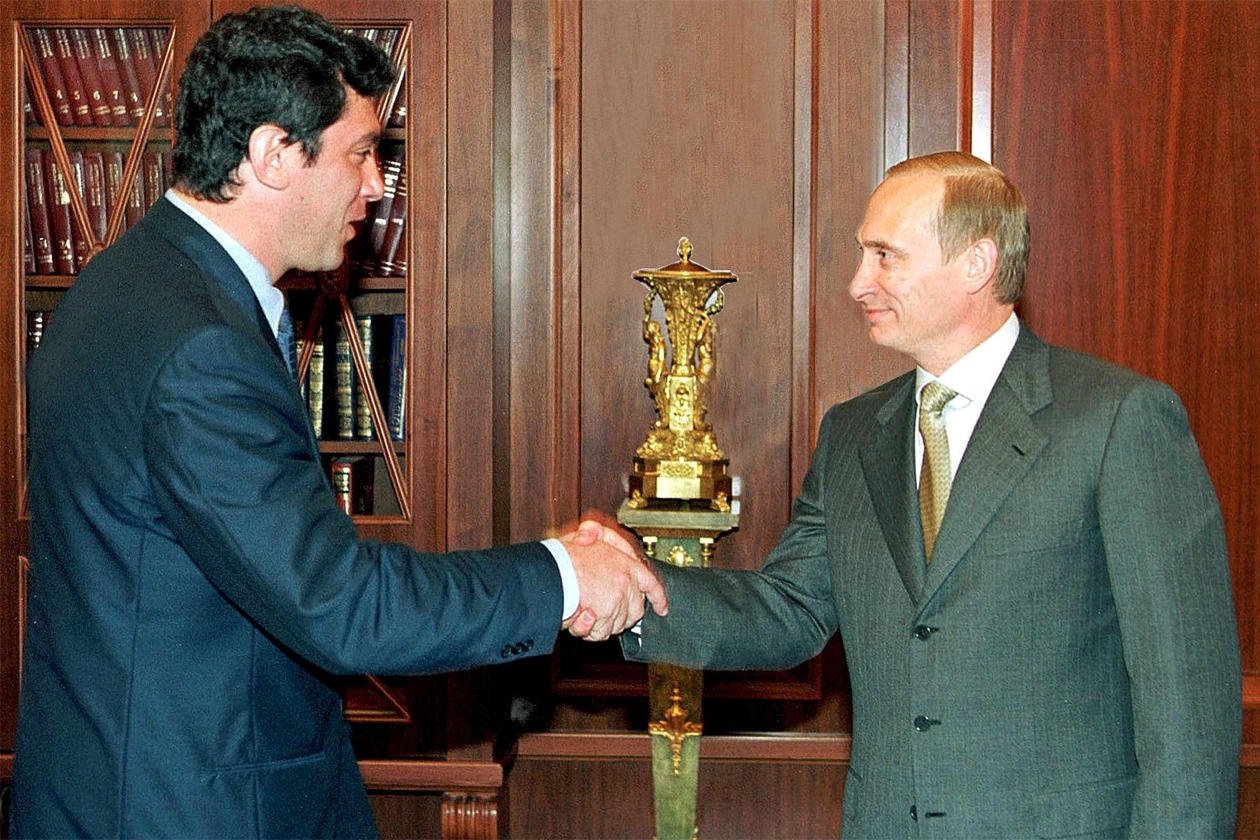
2000年7月4日、プーチンと会談するネムツォフ

エリツィンは、1997年3月に連邦政府の第一副首相（住宅建設政策及び独占禁止政策担当）に登用する。同年4月には、燃料・エネルギー相を兼任する。セルゲイ・キリエンコ内閣の第一副首相に任命される。
1997年12月26日、ロシア下院において、「ネムツォフは、無責任な政治家」として非難決議が可決され、1998年、第一副首相を解任される。「第一副首相という立場を利用し、社会を不安定化させる規模の外資を呼び込み、国内経済に脅威を与えた」と訴えられた。
1999年、改革派、リベラル派の結集を図った。1999年12月の下院国家会議選挙に立候補し当選する。2000年1月、下院副議長に選出されるが、リベラル派は、新興財閥との繋がりもあり、勢力が衰えていった。ソチ選挙管理委員会には、「ネムツォフの収入は、1834億ルーブル（3545億円）」と報告されている。

### プーチン時代
2003年12月の下院国家会議選挙では、比例区の議席確保に必要な5％の得票率を獲得することが出来ず、惨敗。右派連合の代表を辞任した。
2004年2月、石油コンツェルン・ネフチノイの取締役に就任。ガルリ・カスパロフ、ウラジーミル・ブコフスキーらとともに「2008年委員会」を結成した。
ウクライナのオレンジ革命では、ヴィクトル・ユシチェンコを支持し、ユシチェンコ大統領が誕生すると大統領経済顧問に任命された。
2007年の下院選挙では比例代表リスト筆頭となったが、
2007年11月25日にサンクトペテルブルクで開いた集会でニキータ・ベールイフ代表らとともに警察に拘束された。
選挙は、得票率0.96パーセントで敗北。12月26日2008年ロシア大統領選挙への自身の立候補を取り下げ、野党勢力による候補一本化の必要性を強調した。
2011年、ドバイで25歳のアナスタシア・オグネワと一緒にいるところをパパラッチに撮られた写真が公開された。この後、ネムツォフはアナスタシアとの関係が3年前から続いていることを認める。プライベートな写真が公開されたことに関して、ライフニュースの編集長を自分のブログで批判する。
2011年12月4日のロシア下院選挙、ネムツォフらが参加したリベラル系野党「人民自由党」（英語表記はPeople's Freedom Party）は、不法滞在者や死者を支持者とし、政党登録に必要な署名を提出した。そのため、政党として登録されなかった。選挙後、ネムツォフらは、下院選挙にて不正があった疑惑が浮上した際、12月5日より反政府デモを行った（2011年ロシア反政府運動）。
人民自由党は、政党として登録されなかったことに対し、「クレムリンのシナリオだ」、とウラジーミル・プーチン首相を批判した。世論調査では人民自由党の支持率は9％で、比例代表制の下院で議席獲得に必要な「得票率7％」を超えていたとされる。反発を強める野党勢力との会談で大統領のドミートリー・メドヴェージェフが「我々は皆1996年ロシア大統領選挙でエリツィンは勝てなかったことを知っている」と述べたことに対して「エリツィンが合法的な大統領でないなら、プーチンなど彼の後継者たちにどれほど合法性があるのか？」と応じた。
2013年11月、古都ヤロスラヴリにある歴史的なスターリンマンションを購入。

### 死去

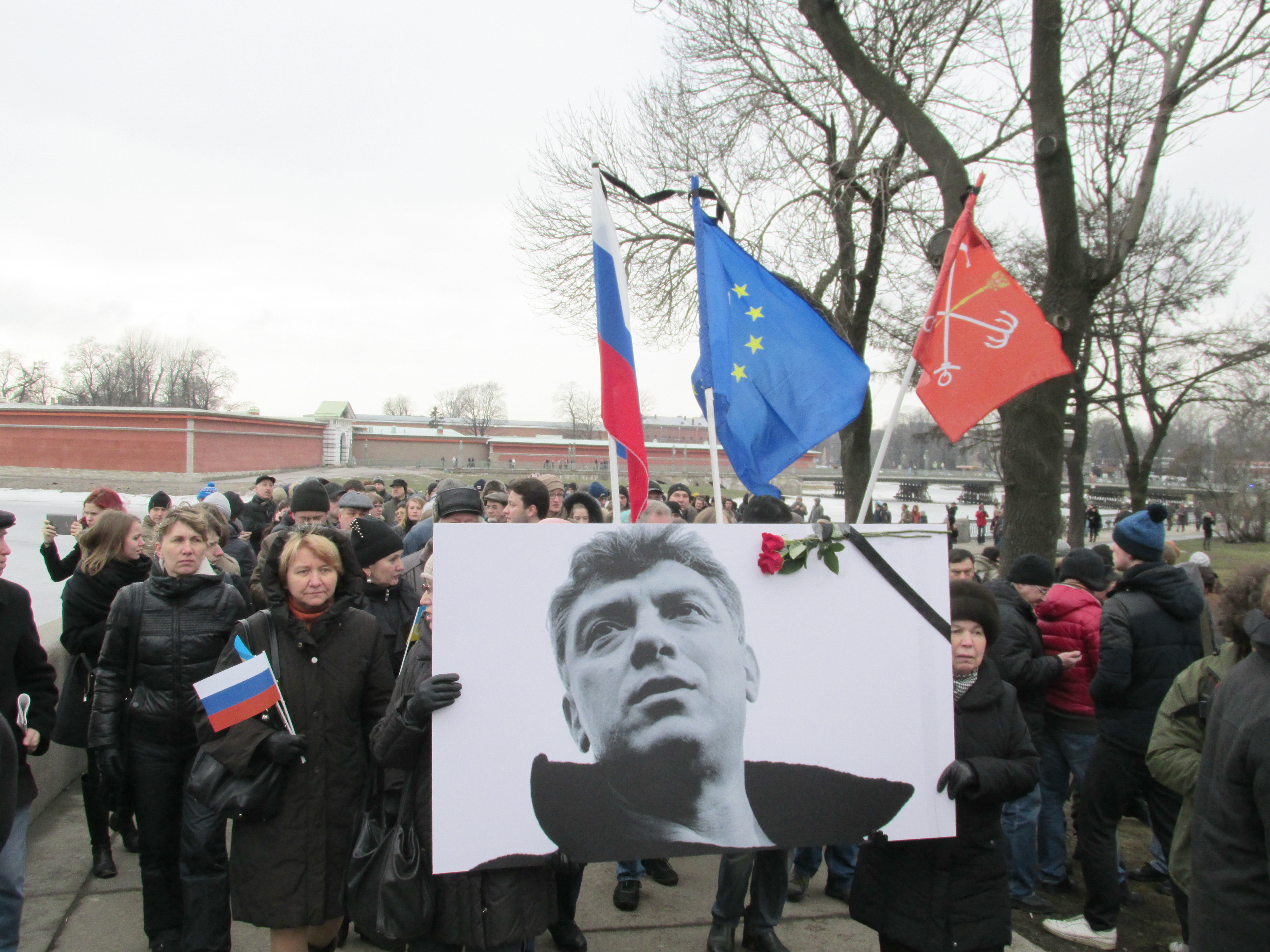
2015年3月1日、サンクトペテルブルクで開催されたネムツォフの追悼デモ

2015年2月27日、ウクライナ人モデルのアンナ・ドリツカヤとモスクワ市内のレストランで食事をして帰宅する途中、モスクワ川にかかる橋の上で6発の銃撃があり、そのうち4発が背中に命中して死亡した。犯人とみられる人物はその後ろから来た車で逃亡している。ネムツォフは2日後の3月1日に行われる予定のウクライナへの軍事介入に反対するデモの呼び掛け人だった。2014年にはクリミア併合を強く非難し、さらに2015年2月には、親ロシア派勢力が牛耳るウクライナ東部にロシアは軍事支援していると声を荒らげ、ロシア軍侵攻の秘密情報を入手したことをほのめかしていた。殺害は政治的動機によるものという声も出ている。
2015年2月28日、プーチン大統領は「冒涜的な殺人のまとめ役と実行犯が当然な処罰を受けるよう全ての手を尽くす」とネムツォフの母親に伝えた。
3月1日にモスクワ・サンクトペテルブルクなどのロシアの約10都市や、ウクライナ・リトアニア・ベラルーシにおいてネムツォフの追悼デモが行われ、モスクワ市内では主催者発表で5万数千人（あるいは7万人以上）、警察発表で1万6500人が参加した。この際、治安を乱したとして約50人が逮捕されており、ウクライナ議会の議員オレクシー・ゴンチャレンコも一時拘束された。
アメリカ合衆国の首都であるワシントン特別区議会は2018年2月27日、在米ロシア大使館が面するウィスコンシン通りの一角を「ボリス・ネムツォフ・プラザ」に改称した。

## 活動
1997年11月1日の日露首脳会談において、エリツィンが「平和条約を締結し、われわれが領土問題をきょう解決すべきだ」と提案し、日本に北方四島を返還しようとした。この時、ネムツォフは「島を全部返す用意があったのは明らかだ。エリツィン氏にとって、平和条約締結は島全体について決断することを意味していた」と断言。四島返還による即時決着を停止する様にエリツィンを説得した。そのため、四島返還の提案を取り下げられた。

## 人物
ネムツォフには4人の子供がいる。1984年に妻のライサ との間に長女シャナ（ジャン）が生まれる。シャナはテレビアナウンサーになる。ニジニ・ノヴゴロド州で知り合ったジャーナリスト、エカテリーナ・オディツィワとの間に、1995年に息子アントン、2002年に娘ディーンが生まれる。秘書のイリナ・コロレワとの間に2004年、娘ソフィアが生まれる。2007年、ネムツォフは妻のライサとの関係は終わったが、今後も婚姻関係を続けると述べた。